# Nuketown
«Nuketown» — песня американского рэпера Ski Mask the Slump God при участии Juice WRLD. Трек был спродюсирован Fresh ThPharmacy и выпущен в качестве второй песни с дебютного студийного альбома Ski Mask the Slump God Stokeley на лейбле Republic. Трек был высоко оценён критиками, отметившими скриминг обоих исполнителей, а также многочисленные культурные отсылки.
Песня записана в гастрольном автобусе Гулбурна. Впервые её отрывок был опубликован 1 сентября 2018 года.

## Описание
Песня была названа в честь одноимённой карты из видеоигры Call of Duty: Black Ops. В начале трека звучит фраза из Mortal Kombat X. Ski Mask the Slump God и Juice WRLD используют скрим, вокальный приём, основанный на технике расщепления, на это их вдохновил умерший рэпер XXXTentacion, являвшийся другом обоих. В своём куплете Гулбурн выражает уважение Chief Keef, там также упоминаются как персонажи мультсериалов и видеоигр: Аанг, Стич, Мистер Крабс, Марио, так и реальные персоны: Дензел Вашингтон, Майкл Джексон и другие.
Ski Mask the Slump God объяснил сайту Genius, почему он скримит «Cut Throat» (с англ. — «Перерезанная глотка») в припеве песни: «„Cut Throat“ действительно задел всех, кто действительно не любит меня. „Cut Throat“ был просто для того, чтобы показать людям, что мне на самом деле наплевать, что они думают обо мне».
Это первая официальная коллаборация между Ski Mask the Slump God и Juice WRLD. В 2019 году должна была выйти их совместная пластинка Evil Twins, однако релиз не состоялся из-за смерти Хиггинса в декабре того же года.

## Отзывы
Песня получила положительные отзывы. Трей Олстон из Pitchfork похвалил продакшн и каденцию Ski Mask the Slump God, сказав, что исполнитель: «отвлекает внимание от среднего темпа, тяжёлого басового ритма и направляет его на свою нервную каденцию». Донна-Клэр Чесмен из DJbooth сравнила песню с «тёмной эпохой SoundCloud». Джон Норрис из Billboard сказал, что трек «подаёт ещё один стаккато из куплетов вместе с кричащим припевом, а также нехарактерно шершавым Juice WRLD». Издание The Flow предположило, что слушатели ждут от гостевого исполнителя «мелодичный припев», однако он использует скриминг. The Gamer оценило многочисленные культурные отсылки в тексте трека, сказав: «Почти каждая песня Ski Mask The Slump God излучает такую же занудную, беззаботную энергию, и это так весело слушать». В американской компании Ranker трек был отмечен как второй лучший с альбома Stokeley. Рецензент сайта uDiscover Music поставил песню на 16 место среди лучших треков Juice WRLD.

## Музыкальное видео
Официальный клип на песню «Nuketown», срежиссированный Коулом Беннеттом, был выпущен 25 октября 2019 года. В нём группа наёмников собирается вместе, чтобы выследить Ski Mask the Slump God. Самолёт, на котором летел рэпер, терпит крушение, после чего к нему присоединяется Juice WRLD, и они дают отпор врагам.

## Коммерческий успех
«Nuketown» дебютировал под номером 63 в чарте Billboard Hot 100. 22 июля 2020 года Американская ассоциация звукозаписывающих компаний выдала песне платиновую сертификацию.

## Чарты

### Недельные чарты
| Чарт (2018-19)                        | Высшая позиция |
| ------------------------------------- | -------------- |
| Канада (Billboard Canadian Hot 100)   | 81             |
| Новая Зеландия (RMNZ)                 | 10             |
| США (Billboard Hot 100)               | 63             |
| США (Billboard Hot R&B/Hip-Hop Songs) | 32             |

### Годовые чарты
| Чарт (2019)      | Позиция |
| ---------------- | ------- |
| Португалия (AFP) | 1856    |

## Сертификации
| Регион | Сертификация | Продажи   |
| --- | ------------ | --------- |
| США (RIAA) | Платиновый   | 1 000 000 |
| * Данные о продажах приведены только на основе сертификации. ^ Данные о тиражах приведены только на основе сертификации. |              |           |